# Cercion sieboldii
Cercion sieboldii är en trollsländeart som först beskrevs av Selys 1876.  Cercion sieboldii ingår i släktet Cercion och familjen dammflicksländor. Inga underarter finns listade i Catalogue of Life.